# Баз Олдрин
Баз Олдрин (енгл. Buzz Aldrin, право име Едвин Јуџин Олдрин млађи; енгл. Edwin Eugene Aldrin, Jr.; Глен Риџ, 20. јануар 1930)  бивши је амерички војни пилот и астронаут; други човек на Месецу. Као официр Ратног ваздухопловства САД, учествовао је у Корејском рату, потом службовао у Западној Немачкој током Хладног рата, да би 1963. године докторирао астронаутику и тиме постао први доктор наука међу астронаутима. НАСА-у је напустио 1971. године и осам месеци провео на месту команданта елитне школе за пробне пилоте, да би марта 1972. године у чину пуковника отишао у пензију. У том периоду се интензивно борио са клиничком депресијом и алкохолизмом, о чему је писао и у својој аутобиографији. Смрћу Нила Армстронга, 2012. и Мајкла Колинса, 2021. године, Олдрин је последњи живи астронаут мисије Аполо 11.

## Рана младост, образовање и војна служба
Рођен је 20. јануара 1930. године у Глен Риџу у америчкој држави Њу Џерзи. Након завршетка средње школе, било је питање хоће ли студирати на Вест Поинту или у Анаполису. Завршио је Војну академију Вест Поинт, као трећи у класи 1951. године. Занимљиво је да му је отац (Едвин старији; 1896—1974), пионир авијације и официр Ратног ваздухопловства САД, ветеран Првог светског рата и Другог светског рата, доктор ваздухопловства) преко једног сенатора из Њу Џерзија осигурао пријем на Морнаричку академију САД у Анаполису, али је Олдрин осећао да би га бродови удаљили од могућности пилотске војне каријере, и замолио је оца да сенатор своју номинацију са Анаполиса скрене на Вест Поинт. Дипломирао је као инжењер машинства.
Као војни пилот учествовао је у 66 борбених летова током Корејског рата, а насловницу издања магазина Лајф од 8. јуна 1953. красила је фотографија непријатељског пилота како се катапултира из МиГ-15, коју је Олдрин начинио. Олдрин је докторирао астронаутику на МИТ-у, што га чини првим доктором наука међу астронаутима. Носио је надимак "Доктор Рандеву". Све је почело тако што му је будући колега астронаут, а тада друг из војске, Едвард Вајт, писао о значају вишег образовања у области ваздухопловства, с обзиром да је он сам стекао магистарску диплому са Универзитета у Мичигену, те је Олдрин одлучио да га послуша и кренуо тим стопама. У октобру 1963. постао је астронаут агенције НАСА, након што је годину дана раније одбијен, а 11. новембра 1966. први пут је полетео у космос у мисији Џемини 12. На тој мисији је обавио три свемирске шетње, најуспешније у Џемини програму. Такође је био члан резервне посаде за мисију Џемини 10, а у оквиру Аполо програма мисије Аполо 8.
Заједно са Нилом Армстронгом и Мајклом Колинсом изабран је за члана мисије Аполо 11. Био је други човек који је ступио на Месец (након Нила Армстронга). На Месецу се и причестио. У свемиру је провео 12 дана.
Приликом посете Југославији са члановима експедиције (Нилом Армстронгом и Мајклом Колинсом), октобра 1969, одликован је Орденом југословенске звезде с лентом.
Током каријере забележио је 4.500 часова лета. Носилац је Председничке медаље слободе, највишег америчког цивилног одликовања. У младости је био члан Младих извиђача САД и имао је чин Tenderfoot Scout.
По напуштању НАСА вратио се дужностима у Ратном ваздухопловству САД, где преузима команду над Ваздухопловном школом за пробне пилоте, али убрзо након тога се пензионише. Имао је чин пуковника. Након пензионисања основао је компанију за пројектовање ракета. Пише и научнофантастична дела. У својим мемоарима је описао битку са депресијом и алкохолизмом. Члан је неколико кућа славних и носилац бројних друштвених признања, цивилних и војних одликовања. Женио се четири пута и има троје деце из првог брака. Четврти пут се оженио на свој 93. рођендан.

## Име
Олдринов надимак „Баз“ настао је у његовом детињству када је млађа од његове две старије сестре реч brother (брат) изговарала као buzzer, што је касније скраћено у Buzz. Олдрин је 1988. своје име и званично променио у Баз. Интересантно је да је девојачко презиме његове мајке Мерион Гледис (1903—1968) било Мун (енгл. Moon, што у преводу значи Месец).

## Галерија
- Олдрин као астронаут НАСА, 1964. године
- Олдрин током свемирске шетње на Џеминију 12, 1966. године
- Олдрин у отвореном свемиру, 1966. године
- Олдрин и Џим Лавел након свог лета, 1966. године
- Посада Апола 11, слева надесно: Нил Армстронг, Мајкл Колинс и Баз Олдрин, 1969. године
- У току мисије Аполо 11, Олдрин 1969. године
- Олдрин на Месецу, Олдрин 1969. године
- Олдринов отисак на Месецу, 1969. године
- Олдрин као командант Ваздухопловне школе за пробне пилоте, 1971. године
- Олдрин држи говор, 2016. године